# Jericho (Queensland)
Jericho ist ein kleiner Ort mit etwa 200 Einwohnern im australischen Bundesstaat Queensland. Er befindet sich 222 Kilometer westlich von Rockhampton und 87 Kilometer östlich von Barcaldine am Capricorn Highway. Die Stadt liegt im Verwaltungsgebiet (LGA) Barcaldine Region.
Im Dezember 2010 standen bei den Überschwemmungen in Queensland die Hälfte aller Häuser unter Wasser und etwa 40 Einwohner mussten evakuiert werden.